# Il cacciatore di indiani
Il cacciatore di indiani (The Indian Fighter) è un film del 1955 diretto da André De Toth.
È un film western statunitense con Kirk Douglas, Elsa Martinelli e Walter Matthau.

## Trama
Dopo la fine della guerra civile, Johnny Hawks (Kirk Douglas) torna nel West; un tempo cacciatore d'indiani, in seguito riappacificato con la tribu' del capo Nuvola Rossa. Riceve l'incarico di guidare una carovana in pieno territorio Sioux, oramai in pace. Tuttavia, alcuni cercatori di oro uccidono il fratello di Nuvola Rossa scatenando così la reazione degli indiani, Questi quindi attaccano il forte dei soldati. 
Hawks si allontana dal forte assediato, cattura i bianchi veri responsabili della rivolta indiana, e li consegna al capo Nuvola Rossa. La pace potrà tornare tra i bianchi e gli indiani.

## Produzione
Il film, diretto da André De Toth su una sceneggiatura di Frank Davis e Ben Hecht con il soggetto di Robert L. Richards, fu prodotto da William Schorr per la Bryna Productions.
È stato girato a Bend, negli splendidi paesaggi dell'Oregon.. È il primo film hollywoodiano di Elsa Martinelli, all'epoca giovanissima indossatrice e fotomodella di fama internazionale, che Kirk Douglas scritturò per il ruolo di Onahti, figlia del capo dei Sioux, dopo essere stato colpito da una sua fotografia pubblicata sulla copertina di una prestigiosa rivista di moda. La moglie di Kirk Douglas, Anne Buydens, lavorò nel film come supervisore del cast mentre la moglie precedente del divo, Diana Douglas, recitava nel ruolo di Susan Rogers. Il 9 novembre 1955 fu reso noto che il testo della canzone dei titoli di testa, firmato da Franz Waxman e Irving Gordon, era stato scritto sia in inglese che nella lingua dei Sioux. Il film si caratterizza per essere uno dei primi ad abbracciare la causa degli indiani contro le mire espansionistiche e la corruzione dei bianchi, evidenziando questa presa di posizione nel finale che vede il protagonista, Johnny, legare per sempre il suo destino a quello della bella indiana Onahti.

## Promozione
Le tagline sono:.
- "The Indian Fighter and the Girl...a love as fierce as a fire arrow!".
- "Only one man has the power to stop a war.".

## Distribuzione
Il film fu distribuito con il titolo The Indian Fighter negli Stati Uniti dal 21 dicembre 1955 al cinema dalla United Artists.
Alcune delle uscite internazionali sono state:
- in Belgio il 2 marzo 1956
- in Germania Ovest il 20 aprile 1956 (Zwischen zwei Feuern)
- in Svezia il 18 maggio 1956 (Indian Fighter)
- in Francia il 6 giugno 1956 (L'or des Sioux)
- in Finlandia il 7 settembre 1956 (Kahden tulen välissä)
- in Francia il 7 settembre 1956 (Parigi)
- in Austria nel novembre del 1956 (Zwischen zwei Feuern)
- in Portogallo l'11 luglio 1957 (O Caçador de Índios)
- in Turchia il 17 ottobre 1957
- in Danimarca il 31 gennaio 1958 (Indian Fighter)
- in Brasile (A Um Passo da Morte)
- in Ungheria (Az indián harcos)
- in Polonia (Indianski wojownik)
- in Jugoslavia (Indijanski borac)
- in Spagna (Pacto de honor)
- in Italia (Il cacciatore di indiani)

## Accoglienza

### Critica italiana
Secondo il Morandini il film è un "discreto western, girato in Cinemascope, quasi filoindiano". Si segnala l'interpretazione di Douglas "che fa la parte del leone". Secondo Leonard Maltin il film è un "emozionante racconto"... "attraverso il selvaggio territorio indiano".